# Santa Maria d'Àneu
El monestir de Santa Maria d'Àneu es troba en el terme municipal de la Guingueta d'Àneu, a la comarca del Pallars Sobirà. Pertany a l'àmbit del poble d'Escalarre, dins del territori de l'antic terme d'Unarre.
Està situat a la riba esquerra de la Noguera Pallaresa, en el Pla de Salito, en el lloc conegut com els Plans.
Té annexa la Casa de Santa Maria, que és el que queda de les dependències de l'antic monestir.

## Història
Apareix documentat l'any 839 a l'acta de la consagració de la Catedral d'Urgell. Es creu que el seu origen va ser un monestir visigòtic dedicat a Santa Deodata. Fins a finals del segle x estigué dedicat a Sant Pere.
El 1064, el comte de Pallars va cedir el cenobi, juntament amb el de Sant Pere de Burgal i el de Sant Pere de les Maleses al comte Ramon V, del comtat de Pallars Jussà. A canvi li va ser lliurat el monestir de Santa Maria de Lavaix, així com altres possessions.
El segle xi es va construir el monestir benedictí que el 1216 va passar a ser canònica de l'orde dels agustinians. Va anar decaient a poc a poc amb el pas dels anys, fins que el 1723 tenia solament un prior, un subprior i un germà llec; al cap de poc el convent es va extingir. Va passar a formar part del deganat d'Àneu i es va convertir en un centre de peregrinació de tota la regió. Durant la Guerra Civil espanyola va ser cremada la talla de Santa Maria amb el Nen del segle xiii; es va substituir per una reproducció.
Actualment funciona com a santuari dedicat a la Mare de Déu d'Àneu, patrona de les Valls d'Àneu i es celebra el dia 1 de maig.

## Arquitectura
Va ser construït a la primera meitat del segle xi. Consta de planta de tres naus amb absis central (l'únic que es conserva) i dues absidioles laterals amb voltes d'aresta. Es pot veure la decoració llombarda d'arcs cecs i lesenes a l'absis central. Té un petit campanar de cadireta. La façana va ser reformada per complet al segle xx.
Hi destaquen les pintures murals que decoraven la zona del presbiteri. El tema central es troba molt deteriorat i estava dedicat a l'Epifania i a l'Adoració dels Reis Mags. S'ha conservat en molt bon estat una sèrie de serafins amb ales plenes d'ulls (que simbolitzaven la vigilància). Estan envoltats per lletres del Sanctus, que apareixen tres vegades repetides, i una representació de les visions d'Isaïes i Ezequiel. Són pintures amb abundant policromia, atribuïdes al Mestre de Pedret, encara que poden ser posteriors. Les pintures es troben en el Museu Nacional d'Art de Catalunya.

### Restauració
La restauració es va executar entre el període comprés de febrer 2014 a setembre 2014 i va comptar amb una inversió 360.000 euros. Va consistir a la consolidació i millorar l'estabilitat estructural, mitjançant reforç estructural dels arcs diafragmàtics: travat de l'actual estructura de fusta i incorporació de platabandes d'acer; cosit de paraments, atirantat longitudinal de la nau mitjançant perforació en ancoratge de murs, col·locació de tensors i injecció de ciment fluid sense retracció; rehabilitació de les cobertes mitjançant desmuntatge de cobertes, reconeixement, substitució o doblat dels elements en mal estat, caps de bigues, llates i tauler de suport, amb posterior col·locació de llosa de pissarra de recuperació en la zona de l'absis i llosa de pissarra de nova aportació per a la resta de la nau; segellat de juntes i rebliment d'esquerdes dels paraments interiors; tractament dels paviments exteriors perimetrals i arrebossat esquerdejat del sòcol de la façana nord; reposició del paviment interior de l'església, realitzat amb formigó ruletejat manualment; rehabilitació del paviment de fusta del cor i naus laterals; conservació i restauració de les baranes de fusta del cor; nou paviment de fusta del presbiteri i realització de la base de la trona i del suport de la imatge de la Verge de Santa Maria d'Àneu i construcció del nou ambó.